# Dąbrowica (Mazovie)
Pour les articles homonymes, voir Dąbrowica.

Dąbrowica (prononciation : [dɔmbrɔˈvit͡sa]) est un village polonais de la gmina de Poświętne dans le powiat de Wołomin de la voïvodie de Mazovie dans le centre-est de la Pologne.
Il se situe à environ 4 kilomètres au nord de Poświętne (siège de la gmina), 14 kilomètres à l'est de Wołomin (siège du powiat) et à 34 kilomètres au nord-est de Varsovie (capitale de la Pologne).
De 1975 à 1998, le village appartenait administrativement à la voïvodie de Siedlce.